# Francesco Carafa della Spina di Traetto
Francesco Carafa della Spina di Traetto (Napoli, 29 aprile 1722 – Roma, 20 settembre 1818) è stato un cardinale e arcivescovo cattolico italiano.

## Biografia
Originario di una delle più nobili famiglie napoletane, era parente per parte del padre, Adriano Antonio Carafa della Spina, conte palatino e duca di Traetto, di papa Paolo IV e per parte della madre, Maria Vittoria Teresa Borghese dei principi di Sulmona, di papa Paolo V.

### Formazione, ministero sacerdotale ed episcopale
Il 22 marzo 1747 conseguì la laurea in utroque iure presso l'Università della Sapienza.
Nel 1745, durante il pontificato di Benedetto XIV entrò nella Curia romana. Ebbe incarichi minori finché nel 1748 divenne vicelegato a Ferrara, incarico che mantenne fino al 1754. Dal 1759 al 1760 fu governatore di Città di Castello.
Fu ordinato sacerdote il 27 gennaio 1760 e il giorno successivo fu nominato arcivescovo titolare di Patrasso. Fu consacrato vescovo il 16 febbraio dello stesso anno da papa Clemente XIII. Il 29 gennaio 1760 fu nunzio apostolico a Venezia e mantenne l'incarico fino al dicembre del 1766, quando tornò a Roma come segretario della Congregazione per i Vescovi e i Regolari.

### Cardinalato
Papa Clemente XIV lo creò cardinale nel concistoro del 19 aprile 1773. Il 26 aprile dello stesso anno ricevette il titolo di San Clemente.
Dopo aver partecipato al conclave del 1774-1775, che elesse papa Pio VI, il 29 marzo 1775 fu nominato prefetto della Congregazione per i Vescovi e i Regolari. Fu legato a Ferrara dal 1778 al 1786.
Il 15 settembre 1788 optò per il titolo di San Lorenzo in Lucina.
Nel 1798 fu arrestato dai francesi che sostenevano la Repubblica Romana. Fu imprigionato a Castel Sant'Angelo, quindi a Civitavecchia. Fu poi espulso e trasferito a Napoli, da dove si imbarcò per Palermo.
Dopo aver partecipato al conclave del 1799-1800, che elesse papa Pio VII, il 29 marzo 1775 fu membro della Congregazione incaricata di recuperare i beni ecclesiastici confiscati durante l'occupazione francese di Roma.
Il 3 agosto 1807 optò per il titolo di San Lorenzo in Damaso, ritenendo in commendam il precedente titolo di San Lorenzo in Lucina.
Durante l'occupazione francese di Roma dal 1809 al 1814 trovò rifugio nell'oratorio di San Filippo Neri a Montelabbate.
Morì a Roma e fu sepolto nella chiesa di Santa Maria in Vallicella, successivamente la sua salma fu trasferita nella basilica di San Lorenzo in Damaso.

## Genealogia episcopale
La genealogia episcopale è:
- Cardinale Scipione Rebiba
- Cardinale Giulio Antonio Santori
- Cardinale Girolamo Bernerio, O.P.
- Arcivescovo Galeazzo Sanvitale
- Cardinale Ludovico Ludovisi
- Cardinale Luigi Caetani
- Cardinale Ulderico Carpegna
- Cardinale Paluzzo Paluzzi Altieri degli Albertoni
- Papa Benedetto XIII
- Papa Benedetto XIV
- Papa Clemente XIII
- Cardinale Francesco Carafa della Spina di Traetto

## Ascendenza
|                                               |                                       |                                 | Genitori                        |  |  | Nonni |  |  | Bisnonni                                    |  |  | Trisnonni                           |  |
|                                               |                                       |                                 |                                 |  |  |       |  |  | Marco Antonio Carafa della Spina di Traetto |  |  | Carlo Carafa della Spina di Traetto |  |
|                                               |                                       |                                 |                                 |  |  |       |  |  | Marco Antonio Carafa della Spina di Traetto |  |  | Carlo Carafa della Spina di Traetto |  |
|                                               |                                       | Lucrezia Franchis               |                                 |  |  |       |  |  | Marco Antonio Carafa della Spina di Traetto |  |  |                                     |  |
| Adriano Carafa della Spina di Traetto         |                                       |                                 |                                 |  |  |       |  |  | Marco Antonio Carafa della Spina di Traetto |  |  |                                     |  |
|                                               |                                       | Maria Tommasina Carafa          | Giovanni Antonio Carafa         |  |  |       |  |  |                                             |  |  |                                     |  |
|                                               |                                       | Maria Tommasina Carafa          | Giovanni Antonio Carafa         |  |  |       |  |  |                                             |  |  |                                     |  |
|                                               |                                       | Maria Tommasina Carafa          | Diana Capece Minutolo           |  |  |       |  |  |                                             |  |  |                                     |  |
| Adriano Antonio Carafa della Spina di Traetto |                                       | Maria Tommasina Carafa          |                                 |  |  |       |  |  |                                             |  |  |                                     |  |
|                                               |                                       | Federico Filomarino             | …                               |  |  |       |  |  |                                             |  |  |                                     |  |
|                                               |                                       | Federico Filomarino             | …                               |  |  |       |  |  |                                             |  |  |                                     |  |
|                                               |                                       | Federico Filomarino             | …                               |  |  |       |  |  |                                             |  |  |                                     |  |
| Isabella Filomarino                           |                                       | Federico Filomarino             |                                 |  |  |       |  |  |                                             |  |  |                                     |  |
|                                               |                                       | Chiara Gesualdo                 | …                               |  |  |       |  |  |                                             |  |  |                                     |  |
|                                               |                                       | Chiara Gesualdo                 | …                               |  |  |       |  |  |                                             |  |  |                                     |  |
|                                               |                                       | Chiara Gesualdo                 | …                               |  |  |       |  |  |                                             |  |  |                                     |  |
| Francesco                                     |                                       | Chiara Gesualdo                 |                                 |  |  |       |  |  |                                             |  |  |                                     |  |
|                                               | Giovanni Battista Borghese di Sulmona | Paolo Borghese di Sulmona       |                                 |  |  |       |  |  |                                             |  |  |                                     |  |
|                                               | Giovanni Battista Borghese di Sulmona | Paolo Borghese di Sulmona       |                                 |  |  |       |  |  |                                             |  |  |                                     |  |
|                                               | Giovanni Battista Borghese di Sulmona | Olimpia Aldobrandini di Rossano |                                 |  |  |       |  |  |                                             |  |  |                                     |  |
| Marcatonio II Borghese di Sulmona             | Giovanni Battista Borghese di Sulmona |                                 |                                 |  |  |       |  |  |                                             |  |  |                                     |  |
|                                               |                                       | Eleonora Boncompagni            | Ugo Boncompagni                 |  |  |       |  |  |                                             |  |  |                                     |  |
|                                               |                                       | Eleonora Boncompagni            | Ugo Boncompagni                 |  |  |       |  |  |                                             |  |  |                                     |  |
|                                               |                                       | Eleonora Boncompagni            | Maria Ruffo                     |  |  |       |  |  |                                             |  |  |                                     |  |
| Maria Vittoria Teresa Borghese di Sulmona     |                                       | Eleonora Boncompagni            |                                 |  |  |       |  |  |                                             |  |  |                                     |  |
|                                               |                                       | Carlo Spinola di Sant'Angelo    | Andrea Spinola                  |  |  |       |  |  |                                             |  |  |                                     |  |
|                                               |                                       | Carlo Spinola di Sant'Angelo    | Andrea Spinola                  |  |  |       |  |  |                                             |  |  |                                     |  |
|                                               |                                       | Carlo Spinola di Sant'Angelo    | Cecilia Spinola                 |  |  |       |  |  |                                             |  |  |                                     |  |
| Livia Spinola di Sant'Angelo                  |                                       | Carlo Spinola di Sant'Angelo    |                                 |  |  |       |  |  |                                             |  |  |                                     |  |
|                                               |                                       | Violante Spinola                | Filippo Spinola                 |  |  |       |  |  |                                             |  |  |                                     |  |
|                                               |                                       | Violante Spinola                | Filippo Spinola                 |  |  |       |  |  |                                             |  |  |                                     |  |
|                                               |                                       | Violante Spinola                | Violante Centurione Oltramarini |  |  |       |  |  |                                             |  |  |                                     |  |
|                                               |                                       | Violante Spinola                |                                 |  |  |       |  |  |                                             |  |  |                                     |  |